# ミョールィ
座標: 北緯55度37分00秒 東経27度37分00秒 / 北緯55.61667度 東経27.61667度
ミョールィ（ベラルーシ語: Мёры）はベラルーシ・ヴィツェプスク州ミョールィ地区(ru)の市（Горад / ホラド）である。また同地区の行政中心地である。
ミョールィ湖(ru)湖岸に位置し、州都ヴィツェプスクから西に190kmの位置にある。人口は2017年の時点で8001人。

## 交通
ドルヤ(ru)とバラパエヴァ(ru)をつなぐ鉄道路線上の駅・ミョールィ駅(ru)がある。自動車道としては、ポラツクとブラスラウをつなぐР-14(ru)、ロシア国境（カストロヴァ(be)）からコジャヌィ(ru)に至るР-18が市内を通る。

## 歴史
史料上の初出は1514年であり、リトアニア大公国のブレスラウヤ郡(ru)の1領地として名が記されている。ミョールィとは、フィン・ウゴル系言語で「低地の湖」を意味する言葉が語源であるとする説がある。また、16世紀より知られるミルスキー家（後にスヴャトポルク＝ミルスキー家）の家名はミョールィに由来する。
1793年の第2次ポーランド分割によって帝政ロシア領となり、ミンスク県ミンスク郡(ru)のメステチコとなった。その後1921年のリガ条約によってポーランド第二共和国領に、1939年の同国の消滅（ポーランド侵攻）により白ロシア・ソビエト社会主義共和国領となった。1939年の人口は約800人であり、うち600人がユダヤ人であった。1941年7月3日から1944年7月4日にかけてナチス・ドイツ軍に占領されており、ほぼ全てのユダヤ人がゲットー（ミョールィ・ゲットー(ru)）に送られ、殺害された。
1972年に市に昇格した。ソビエト連邦の崩壊を経てベラルーシ共和国の市となり、現在に至る。